# مرتفعات عبدة
مرتفعات عبدة هي سلسلة مرتفعات واسعة تقع في قلب جبال النقب. سُميت هذه المرتفعات نسبةً إلى مدينة عبدة القديمة، التي كانت قائمة على أحدها في الماضي، وتُستخدم بقاياها اليوم ضمن حديقة عبدة الوطنية، التي تمتد أيضًا على المرتفع.
يضم مرتفع عبدة العديد من المعالم الطبيعية، مثل نبع عبدة، ونبع عين عبدة، ووادي عين عبدة، التي تحمل جميعها اسم المدينة القديمة في المنطقة. يتدرج ارتفاع المرتفع من حوالي 700 متر فوق مستوى سطح البحر إلى نحو 400 متر عند حافته الشمالية الغربية. يعكس هذا الانحدار الطبوغرافي ميل طبقات الحجر الجيري التي تُشكل المرتفع. كما يقطعه في الجهة الشمالية الشرقية منحدر مُهترئ شاهق، يُعرف بمنحدر "تسينيم"، الذي ينحدر من حافته باتجاه وادي التهامة.

## حدود المرتفع
- من الجنوب: يمتد المرتفع الجيري بين مرتفع عبدة والتواء رامون.
- من الشمال: يحدها وادي تهامة.
- من الغرب: يقع خط جبل البستان (باروتيم) على الحدود الإسرائيلية المصرية.
- من الشرق: يمتد جرف "تسينيم"، الذي ينحدر باتجاه وادي تهامة.

## تاريخ المنطقة
مدينة عبدة موقع أثري لمدينة نبطية مدمرة تقع في صحراء النقب، على قمة جبال النقب. كانت المدينة من أبرز المحطات على طريق البخور الممتد من البتراء، وذلك بين القرن الأول قبل الميلاد والقرن السابع الميلادي. أسسها الأنباط على قمة الجبل في القرن الأول قبل الميلاد، بينما تعود بعض المباني الأثرية في سفح الجبل إلى القرن السابع قبل الميلاد. وقد شهدت المدينة فترات استيطان متعاقبة من قِبَل الإدوميين، والمعينيين، والأنباط، والرومان، والبيزنطيين.

### تاريخ المدينة
تشير الاكتشافات الفخارية إلى أن عبدة بدأت كمحطة على طريق البخور في القرن الرابع قبل الميلاد، لكن المدينة نفسها لم تُبنَ إلا في نهاية القرن الأول قبل الميلاد. في بداياتها، اعتمد اقتصادها على تقديم خدمات الضيافة للقوافل التجارية التي تمر عبرها. ومع ذلك، تعرضت المدينة للدمار عام 70م نتيجة غزو القبائل العربية للمنطقة.
شهدت المدينة إعادة بناء في عهد الملك النبطي راب أيل (70-106م). ورغم ضم المملكة النبطية إلى الإمبراطورية الرومانية بعد وفاة ربُّعل (رب أيل) الثاني، واصلت المدينة ازدهارها، وبلغت ذروتها خلال الحقبة البيزنطية، مستفيدة من الزراعة المتطورة والدعم الاقتصادي والعسكري الذي تمتعت به كمدينة حدودية للإمبراطورية. إلا أنه، وكما هو الحال مع معظم المستوطنات النبطية في النقب، هجرت المدينة بالكامل بعد الغزو العربي للنقب عام 636م. وهناك من يعتقد أن الهجر كان بسبب زلزال ضرب المدينة عام 630م.

### أصل التسمية
حملت المدينة اسم الملك عبدة، وهو الملك النبطي الوحيد الذي عُبد كإله بعد وفاته. ووفقًا للمؤرخ أورانيوس، فقد دُفن في المدينة. أطلق ثلاثة من ملوك الأنباط اسم "عبدة" على أنفسهم، لكن لا يُعرف بالتحديد أيّهم سُميت المدينة باسمه، إلا أن بعض الباحثين يرجحون أن التسمية تعود إلى الملك عبدة الثاني (62-60 ق.م)، الذي شهدت المدينة في عهده ازدهارًا كبيرًا.

### المعالم والمواقع الأثرية
اعتُبرت عبدة مدينة متطورة نسبيًا، حيث احتوت على كنائس، وصهاريج مياه منحوتة في الصخر، وكهوف استُخدمت كمستودعات وورش عمل. شُيدت المدينة بأكملها على قمة ضيقة تعرف بـ "قمة عبدة".

#### أهم المعالم الأثرية في المدينة:
- الحمام البيزنطي: عند سفح القمة من الجهة الغربية، ظهرت بقايا حمام يعود للفترة البيزنطية.
- مركز المدينة القديمة: يقع أعلى قمة، ويعد من أبرز معالم المدينة. خلال العصر النبطي، جرت تسوية السطح العلوي لإقامة معبد نبطي، ثم تحول لاحقًا إلى معبد زيوس عامي 267-268م.
- الكنائس البيزنطية والحصن: خلال الفترة البيزنطية، أُنشئت كنيستان إلى جانب حصن تبلغ مساحته 2.5 دونم شرق المدينة.
- الحي السكني الروماني: يقع جنوب مركز المدينة، وشهد فترات سكنية خلال العهدين الروماني والبيزنطي. يضم الحي شارعًا رئيسيًا يمتد من الشمال إلى الجنوب، تحيط به مجمعات سكنية.
- المعسكر العسكري: يقع على بُعد 100 متر شرق مركز المدينة، وهو معسكر مسوّر بمساحة 100×100 متر، يحتوي على ثمانية مبانٍ. تعود أصوله إلى العصر النبطي الأوسط، وفي عهد الإمبراطورين ديوكلتيانوس وقسطنطين، استُخدمت حجارته لبناء القلعة داخل المدينة.
- حي الكهوف: يمتد على منحدر قمة عبدة، غرب مركز المدينة. نشأ خلال الفترة البيزنطية، واحتوى على مبانٍ سكنية وكهوف منحوتة في الصخر، استُخدمت كورش عمل ومستودعات لحفظ المنتجات الزراعية.
- كهف الدفن: يقع على بُعد حوالي 600 متر جنوب مركز المدينة، ويتميز بواجهة منقوشة ونحو 21 مدفنًا منحوتًا داخل غرفة الكهف. بالقرب منه، وجد قصر روماني قديم.
- النظام الزراعي البيزنطي: في وادي "رحتس"، عند نهر عبدة، اكتُشف نظام زراعي قديم يعكس تطور أساليب الري والزراعة في المدينة.

## منتزه عبدة الوطني
وجدت بقايا مدينة قديمة كبيرة في مرتفعات عبدة، على بعد حوالي 15 كيلومترًا شمال "متسبيه رامون". يعد موقع عبدة واحدًا من المدن النبطية الست التي كانت موجودة في النقب منذ أواخر العصر الهلنستي حتى الفتح العربي. يعتبر الموقع منتزهًا وطنيًا، ويمكن زيارته خلال ساعات محددة وذلك بهدف تقليل الأضرار التي قد تلحق بمصدر المياه الوحيد للحيوانات في المنطقة. تبلغ مساحة الحديقة 2100 دونم، وفي وسطها تقع مدينة عبدة الأثرية وآثارها.
عند مدخل أطلال المدينة في المنتزه الوطني، يوجد الحمام الأثري، وبجانبه مركز للزوار يقدم برنامجًا سمعيًا وبصريًا يعرض تاريخ الأنباط. في منطقة الكهوف في عبدة القديمة، يوجد منزل بيزنطي جرى ترميمه في الحديقة الوطنية اليوم. في الجزء الخلفي للمنزل، يقع كهف منحوت كان يُستخدم في السابق كمصنع للنبيذ.